# 神和住純

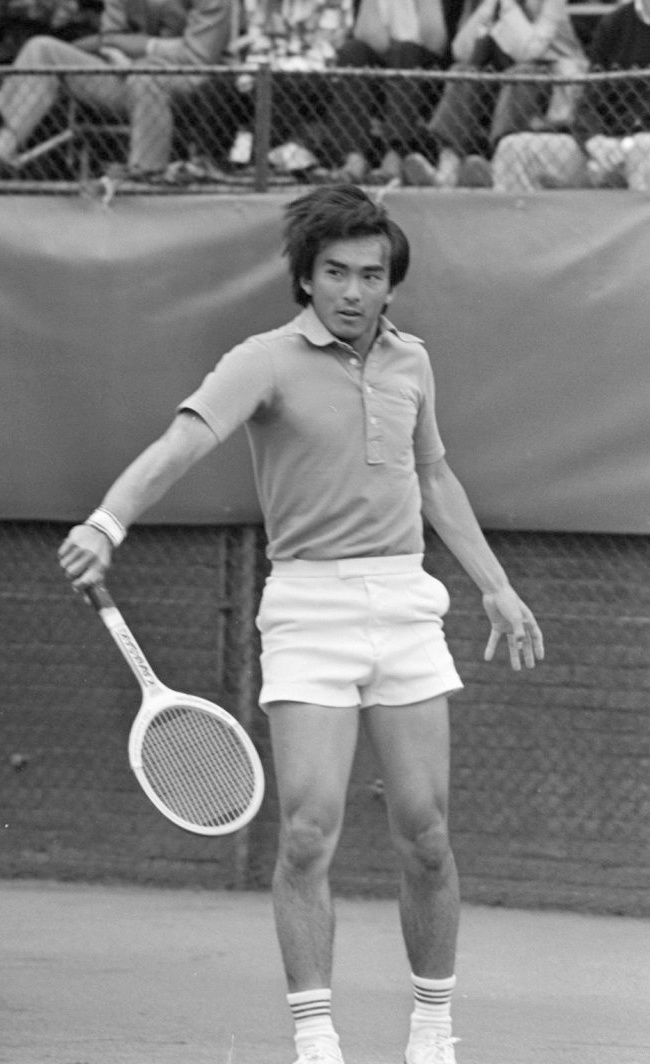
神和住 純, 1974

神和住 純（かみわずみ じゅん, 1947年10月1日 - ）は、日本のプロテニス選手・指導者である。法政大学スポーツ健康科学部教授。
日本人戦後初のトーナメントプロ選手。1980年から国内7年連続賞金王。1997年から2004年までデビスカップ代表監督。1973年全米オープンで3回戦に進出。これは錦織圭が2008年に進出するまで日本人男子最後の全米3回戦進出であった。

## 来歴・人物
石川県鹿島郡中能登町（旧鹿島町）出身、東京育ち。全日本チャンピオンであった母と二位であった父の影響から、中学1年でソフトテニス（軟式庭球）を始める。法政大学第二高校進学後硬式に転向し、1965年全国高等学校総合体育大会テニス競技大会完全優勝と全日本ジュニアテニス選手権単複優勝を飾る。世界ジュニアテニス選手権にも出場し、サンシャインカップ団体3位にも貢献した。
法政大学ではインカレシングルス3連勝を果たし、1967年東京ユニバーシアードシングルス銀メダル、1970年トリノユニバーシアードではダブルス金メダルを獲得する。1965年にはデビスカップ初選出。1968年の全豪選手権でグランドスラム初出場。卒業後、住友軽金属工業（現・UACJ）に入社。1971年から全日本テニス選手権単複3連勝を飾る。また、同年の全仏オープンのダブルスでは坂井利郎とのペアで4回戦（ベスト16）に進出。
1973年、日本人では戦後初のトーナメントプロ第1号となる。この年WCT年間最多34大会出場、全米オープンのシングルスで3回戦進出。1974年、当時世界トップクラスのスタン・スミスを全仏オープンと全米プロテニス選手権で2度破る。1980年に日本もプロオープン化承認されると、国内の7大会のシングルスに優勝し、7年連続賞金王となる。1983年の「グンゼワールドテニス」(1974年（昭和49年）から1993年（平成5年）まで日本で行われたエキシビション大会)では、ロイ・エマーソン、ロッド・レーバー、ジョン・ニューカムといった往年の世界のトップ選手を次々に破って優勝した。
1986年の全日本選手権を最後に現役引退。ATP世界ランキング最高78位。デ杯37戦出場は日本代表選手史上最多。引退後は、スポーツキャスターやタレント活動、解説者などを経て、1995年に鹿屋体育大学教授、1999年には母校法政大学教授となる。1997年よりデ杯日本代表監督に就任。日本テニス協会理事も務める。また、テニス教室や講演会活動も行っている。
甥と姪にプロボウラーの佐藤秀樹と佐藤まさみ兄妹がいる。
「神和住」姓は日本で一軒しかなく、神和住の五代前の先祖が居住地を「神和住」と名付け、現在も能登町には「神和住」という集落が存在する。

## テレビ出演
- 愛のトロフィー（日本テレビ、1978年10月 - 1979年1月）
- ベストテニス（NHK教育テレビ、1983年10月 - 1984年11月※講師として出演）
- 独占!!スポーツ情報（日本テレビ、1987年4月 - 1989年3月※メイン司会者として出演）
- オールスター感謝祭

## CM出演
- シャープ（1980年）マイビデオV9Ⅱ・トルトル

- セイコー（1982年）Let's start82